# Anna Maria Sturm

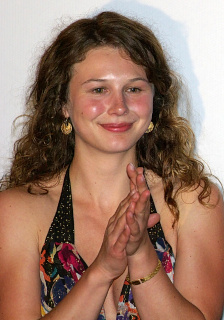
Anna Maria Sturm beim Filmfest München 2010

Anna Maria Sturm (* 23. November 1982 in Regensburg) ist eine deutsche Theater- und Filmschauspielerin und Sängerin. Sie wurde mit Hauptrollen in Kinofilmen von Marcus H. Rosenmüller bekannt und war von 2011 bis 2013 sowie 2018 als Ermittlerin in den Polizeiruf-110-Folgen des Bayerischen Rundfunks zu sehen.

## Leben
Anna Maria Sturm wuchs in Schwandorf auf. Ihre Mutter ist die Umweltaktivistin und ehemalige Landtagsabgeordnete Irene Maria Sturm. Während der Schulzeit bemerkte Anna Maria bei einer Amateuraufführung ihr Schauspieltalent. Nach dem Abitur begann sie 2002 ein Pharmaziestudium in München. 2004 wechselte sie nach bestandener Aufnahmeprüfung zum Schauspielstudium an die Otto-Falckenberg-Schule, das sie 2007 abschloss. Während des Studiums trat sie an den Münchner Kammerspielen auf, denen die Schauspielschule angeschlossen ist. Am Theater Augsburg spielte sie 2008 und 2009 als Gast in Krankheit der Jugend und Die Wildente. Mit dem Stück They shoot horses, don’t they? kehrte sie 2011 an die Münchner Kammerspiele zurück. Dort folgten Rollen u. a. in Atropa. Die Rache des Friedens. Der Fall Trojas als Helena (2011), Fegefeuer in Ingolstadt als Clementine (2013) und Warum läuft Herr R. Amok? (2014). Die beiden letztgenannten Inszenierungen der Regisseurin Susanne Kennedy wurden 2014 bzw. 2015 zum Berliner Theatertreffen eingeladen. Im September 2023 übernahm sie die Rolle der Sally Bowles in „Cabaret“ am Schauspiel Leipzig.
Noch als Studentin wurde Anna Maria Sturm für die Hauptrolle in Marcus H. Rosenmüllers Coming-of-Age-Heimatfilmtrilogie Beste Zeit (2007) – Beste Gegend (2008) – Beste Chance (2014) ausgewählt. Sie spielt dort die rebellische Kati, die gemeinsam mit ihrer von Rosalie Thomass dargestellten Freundin Jo in einem oberbayerischen Dorf aufwächst. Von der Kritik erhielt sie Lob für ihre „frische“ und „authentische“ Darstellung in der bayerischen Dialektrolle. Im November 2013 begannen die Dreharbeiten für den Abschluss der Trilogie, Beste Chance, der die beiden Freundinnen nach Indien führt.
Rosenmüllers Filmreihe wurde von der Fernsehredaktion Spiel-Film-Serie des Bayerischen Rundfunks betreut, die im Jahr 2010 auch über die Neubesetzung der Münchner Ermittler in der Krimireihe Polizeiruf 110 zu entscheiden hatte. Anna Maria Sturm erhielt dabei die Rolle der Assistentin an der Seite des Hauptdarstellers Matthias Brandt. Als Polizistin Anna Burnhauser, die vom Land nach München gekommen ist, sollte sie der Reihe eine bodenständige Note verleihen. In fünf Folgen arbeitete sie unter anderem mit den Regisseuren Dominik Graf, Hans Steinbichler und Hendrik Handloegten zusammen. 2013 verließ sie die Reihe wieder, um nicht zu sehr auf das Rollenprofil des „bayerischen Mädels vom Land“ festgelegt zu werden. Für ihre Rolle in Polizeiruf 110: Der Tod macht Engel aus uns allen wurde Sturm für den Bayerischen Fernsehpreis nominiert. Sturms Leistung sei „herrlich erfrischend und zugleich herzergreifend“. Die Jury honorierte weiter ihre große Kraft und natürliche Direktheit.
Zu ihren weiteren Filmarbeiten zählt eine Hauptrolle in der Tatort-Folge Nie wieder frei sein des Bayerischen Rundfunks, die 2011 mit dem Grimme-Preis ausgezeichnet wurde. Ihre Hauptrolle als Aktivistin im Spielfilm Wackersdorf (2018) war an die Geschichte ihrer Mutter angelehnt. Schon als kleines Kind demonstrierte sie mit ihrer Mutter als "verbotene Schutzwaffe" gegen die atomare Wiederaufarbeitungsanlage Wackersdorf.
2014 entstand ihr Debütalbum als Jazzsängerin mit dem Anna Maria Sturm Quintett um den Saxophonisten Wanja Slavin. Auf der dreisprachigen Platte namens Tales of Woe interpretiert Sturm deutsche Lieder, Jazzstandards und Serge-Gainsbourg-Chansons.
Anna Maria Sturm wohnte in Berlin und kehrte 2024 wieder in ihre Regensburger Heimat zurück, wo sie die Band „STURM“ gründete. Das Album „Nur mich“ erschien im Januar 2024 bei ENJA Records.

## Filmografie
- 2007: Beste Zeit
- 2008: Beste Gegend
- 2009: SOKO 5113 – Bis dass der Tod euch scheidet
- 2009: Geliebter Johann Geliebte Anna
- 2010: Topper gibt nicht auf (Kurzfilm)
- 2010: Tatort – Nie wieder frei sein
- 2010: Die Hebamme – Auf Leben und Tod
- 2010: Das Haus ihres Vaters
- 2011: Eine halbe Ewigkeit
- 2011: Polizeiruf 110 – Cassandras Warnung
- 2011: Polizeiruf 110 – Denn sie wissen nicht, was sie tun
- 2011: Sommer der Gaukler (Kinofilm)
- 2012: Polizeiruf 110 – Schuld
- 2012: Polizeiruf 110 – Fieber
- 2012: Gestern waren wir Fremde
- 2013: Familie Sonntag auf Abwegen
- 2013: Polizeiruf 110 – Der Tod macht Engel aus uns allen
- 2014: Beste Chance
- 2014: Tiere bis unters Dach (2 Folgen)
- 2015: Heiraten ist nichts für Feiglinge
- 2016: Hattinger und der Nebel
- 2018: Wackersdorf
- 2018: Polizeiruf 110 – Tatorte
- 2019: Gipfelstürmer – Das Berginternat (Fernsehserie)
- 2019: Das Rätsel (Les Traducteurs)
- 2022: Freundschaft auf den zweiten Blick (Fernsehfilm)
- 2023: Herzstolpern (Fernsehfilm, Teil 1 – Aufbruch nach Italien, Teil 2 – Neustart ins Leben)
- 2024: Die Toten von Salzburg – Süßes Gift (Fernsehreihe)

## Diskografie
- 2014: Anna Maria Sturm Quintett – Tales of Woe (WhyPlayJazz)
- 2024: Nur mich[20]